# Ragnar von Koch
Nils Ragnar von Koch, född 29 april 1881 i Stockholm, död 11 augusti 1960 i Danderyd, var en svensk jurist.
Ragnar von Koch var son till Richert Vogt von Koch. Efter mogenhetsexamen i Stockholm 1899 och juris utriusque kandidatexamen vid Uppsala universitet 1905 trädde han in på domarbanan och blev tillförordnad fiskal i Svea hovrätt 1909, tillförordnad revisionssekreterare 1914, hovrättsråd 1917 och revisionssekreterare 1919. År 1929 blev von Koch häradshövding i Askims, Hisings och Sävedals domsaga. Vid sidan av sin domargärning anlitades han inom lagstiftningsarbetet och medverkade vid tillkomsten av flera lagar inom det sociala området. 1917–1918 var han biträdande i Jordbruksdepartementet vid utarbetandet av ny lag angående fattigvården och 1917–1922 byråchef för lagärenden i Civil- och senare Socialdepartementet. Bland lagförslag han var med att utarbeta var förslaget till den 1924 antagna lagen om samhällets barnavård och ett 1926 framlagt betänkande med förslag till lag om behandling av vissa arbetsovilliga och samhällsvådliga (SOU, 1926:9). Vid barnavårdslagens behandling i riksdagen 1924 var von Koch tillkallad som föredragande i andra lagutskottet. Därutöver biträdde han 1921–1925 vid behandlingen av vissa lagstiftningsfrågor inom Justitie-, Kommunikations- och Socialdepartementet. 1924 var han Sveriges representant vid den internationella barnavårdskonferensen i Paris. Från 1934 var han ordförande i poliskollegiet för Göteborgs läns landstingsområde. Han författade även ett flertal artiklar inom sociallagstiftningens och socialvårdens områden. År 1925 utgav han en kommentar till den 1924 antagna barnavårdslagen (4:e upplagan 1939).